# Cai Yun
Cai Yun (en chino: 蔡赟; Suzhou, 19 de enero de 1980) es un deportista chino que compitió en bádminton, en la modalidad de dobles.
Participó en tres Juegos Olímpicos de Verano, entre los años 2004 y 2012, obteniendo dos medallas en la prueba de dobles: plata en Pekín 2008 (junto con Fu Haifeng) y oro en Londres 2012 (con Fu Haifeng).
Ganó seis medallas en el Campeonato Mundial de Bádminton entre los años 2003 y 2013. En los Juegos Asiáticos consiguió tres medallas entre los años 2006 y 2014.

## Palmarés internacional
| Juegos Olímpicos   | Juegos Olímpicos         | Juegos Olímpicos  | Juegos Olímpicos |
| Año                | Lugar                    | Medalla           | Prueba           |
| ------------------ | ------------------------ | ----------------- | ---------------- |
| 2008               | Pekín (China)            | Medalla de plata  | Dobles           |
| 2012               | Londres (Reino Unido)    | Medalla de oro    | Dobles           |
| Campeonato Mundial |                          |                   |                  |
| Año                | Lugar                    | Medalla           | Prueba           |
| 2003               | Birmingham (Reino Unido) | Medalla de bronce | Dobles           |
| 2006               | Madrid (España)          | Medalla de oro    | Dobles           |
| 2009               | Hyderabad (India)        | Medalla de oro    | Dobles           |
| 2010               | París (Francia)          | Medalla de oro    | Dobles           |
| 2011               | Londres (Reino Unido)    | Medalla de oro    | Dobles           |
| 2013               | Cantón (China)           | Medalla de bronce | Dobles           |
| Juegos Asiáticos   |                          |                   |                  |
| Año                | Lugar                    | Medalla           | Prueba           |
| 2006               | Doha (Catar)             | Medalla de oro    | Equipo           |
| 2010               | Cantón (China)           | Medalla de oro    | Equipo           |
| 2014               | Incheon (Corea del Sur)  | Medalla de plata  | Equipo           |